# Carl Anton Meckel
Carl Anton Meckel fue un arquitecto alemán. Nació el 3 de junio de 1875 en Fráncfort del Meno, Hesse, y murió el 2 de diciembre de 1938 en Friburgo de Brisgovia, Baden-Wurtemberg. De 1895 a 1897 estudió arquitectura en los Institutos de Tecnología de Karlsruhe y Múnich. 1897 ingresó en el despacho de su padre, el arquitecto Max Meckel, en Friburgo. Desde 1900 hasta la muerte de su padre en 1910 fue copropietario del despacho y a partir de 1910 tuvo su propio despacho.